# Missa brevis in G (Mozart)
Tot de missen die Wolfgang Amadeus Mozart schreef behoren twee missae breves geschreven in G:
- Missa brevis in G, KV 49 (47d)
- Missa brevis in G, KV 140 (235d, Anh. C1.12)

In tegenstelling tot een missa longa waarin ook delen met een wisselende tekst zijn opgenomen, is de missa brevis een korte mis bestaande uit de misdelen met een vaste tekst: Kyrie, Gloria, Credo, Sanctus, Benedictus en Agnus Dei. 
De Missa brevis - Korte Mis - was een vorm die midden 18de eeuw populair was in Oostenrijk en Zuid-Duitsland. Om de tijd van de mis in te korten zong men vooral in het Credo en het Gloria verschillende tekstdelen gelijktijdig. 